# کفر سعد
کفر سعد نام شهر و شهرستانی در استان دمیاط مصر است.